# تربت (پاکستان)
تربت (به انگلیسی: Turbat) شهری در پاکستان است که در ناحیه کیچ واقع شده‌است. تربت ۷۹٬۲۰۰ نفر جمعیت دارد و ۱۲۹ متر بالاتر از سطح دریا واقع شده‌است.